# Franklin (hrabstwo Vernon)
Franklin – miasto w Stanach Zjednoczonych, w stanie Wisconsin, w hrabstwie Vernon.